# Newfoundland
Newfoundland (fransk: Terre-Neuve; irsk: Talamh an Éisc; latin: Terra Nova) er en canadisk ø på 111.390 km² og er dermed verdens 16. største ø og den fjerdestørste ø i Canada. Øen er lidt over to en halv gang så stor som Danmark.
Newfoundland er med sine 485.066 indbyggere (2001) den tættestbefolkede del af provinsen Newfoundland og Labrador. Øens største by, St. John's, er provinsens hovedstad.
Newfoundland er adskilt fra Labrador af Belle Isle-strædet og fra Cape Breton af Cabot-strædet.
Økonomien har traditionelt været baseret på fiskeri og har haft indvandring fra flere europæiske lande, særligt fiskere fra Irland og Frankrig på grund af de gode fiskebanker i havet ud for øen. Newfoundland blev navngivet af den portugisiske opdagelsesrejsende João Vaz Corte-Real i 1472. Et kendt fortidsminde ligger med lL'Anse aux Meadows. Her blev resterne af vikingeboliger fundet i 1960 af de norske forskere dr. Helge Ingstad og arkæologen Anne Stine Ingstad. Mange mener, at øen Newfoundland vil være det bedste bud på Vinland, ét af de tre områder Leif den Lykkelige ifølge sagaerne opdagede og navngav i Nordamerika omkring år 1000.
I de senere år har Newfoundland investeret i offshore-olieindustrien, bl.a. i Hibernia-feltet, hvorfra der har været udvundet olie siden november 1997, samt i Terra Nova-feltet, der har været i brug siden 2001. Håbet er, at olie bliver Newfoundlands nye økonomiske base efter mange problemer med fiskeriet siden 1990'erne.